# Die Blutgräfin (Album)
Die Blutgräfin. Das Leben der Elisabeth Báthory (1560–1614) ist das zehnte Album der deutschen Band Untoten und erschien 2006 als Doppelalbum. Es stellt das erste Konzeptalbum der Band dar und dreht sich thematisch um die Legende der sogenannten „Blutgräfin“, der ungarischen Gräfin Erzsébet Báthory. Die Figur der Blutgräfin wird hier nicht nur als brutale Mörderin dargestellt, sondern auch menschlich und als traumatisierte Frau.
Die Textkonzeption, die komplett von David A. Line entworfen wurde, ist wie ein Theaterstück aufgebaut und in zwei Akte sowie sieben Bilder unterteilt, die jedoch nicht chronologisch abgehandelt werden. Im Booklet finden sich sämtliche Regieanweisungen und Schauplatzbeschreibungen, die notwendig sind, um die Texte an sich und deren Beziehung zueinander zu verstehen. Auf dem Cover selbst wird das Album als „ein schwarzromantisches Singspiel“ bezeichnet.
Die Zeichnungen – mit Ausnahme zweier historischer Bilder der Gräfin – stammen alle aus der Hand von Greta Csatlós.

## Handlung
Als Schauplatz der Handlung dient das Schloss der Gräfin im heutigen Ungarn, wo eine Gruppe junger Menschen im Sinne einer Realityshow mehrere Nächte übernachten müssen, um einen Preis zu gewinnen. Unter ihnen finden sich auch die beiden jungen Studenten Henriette und Gregory, wobei es sich bei Letzterem um einen Nachfahren des Ermittlers handelt, der die Gräfin damals verhaftete, und er somit auch eine verwandtschaftliche Beziehung zur historischen Gräfin besitzt. Im Schloss angekommen, spüren sie in den Räumen, dass die Gräfin immer noch hier sein muss. Nach den Geistererscheinungen in einer Nacht erwacht Henriette in einer Gruft und findet sich 400 Jahre in der Zeit zurückversetzt, wo sie auf die Gräfin selbst trifft und immer mehr von dieser in den Bann gezogen wird. Durch die Begegnung mit Henriette verlässt die Gräfin schließlich ihr Verlies wieder.

## Titelliste und Inhalt

### Erster Akt: Die Geister
1. Schauplatz der Verbrechens – 1:37
2. Nur ein Tropfen Blut! – 4:20
3. Die Jagd – 4:36
4. Blutrot, die Liebe – 5:42
5. Die Gräfin des Blutes – 2:31
6. Geistermädchen – 3:39
7. Unheimlich – 1:32
8. Blutmond – 5:06
9. Alraunenblut – 1:36
10. Ich wär so gern ... – 2:39
11. Hure der Finsternis – 5:51
12. Der Singvogel – 1:29
13. Koste das Blut! – 5:23
14. Bluthochzeit – 4:52
15. Jedem das Seine – 3:45

#### Erstes Bild
Schauplatz der Verbrechens
Ein gesangsloses Stück, das als Auftakt dient.
„Nur ein Tropfen Blut“
Die reife Elisabeth lässt sich die Haare von einem Mädchen kämmen. Als die Gräfin dabei leicht verletzt wird, packt sie das Mädchen und bringt es schließlich um, wobei sie sich das Blut auf ihren nackten Leib spritzen lässt.

#### Zweites Bild
Die Jagd
Das Schloss wird von Bauern überfallen, die erst fünf Jahre alte Elisabeth muss mit ansehen, wie ihre Schwestern vergewaltigt und das Personal umgebracht werden. Am nächsten Morgen ist sie im Dorf anwesend, als die Aufständischen auf grausamste Art und Weise hingerichtet und öffentlich zur Schau gestellt werden.

#### Drittes Bild
Blutrot, die Liebe
Die Mitglieder der Realityshow betreten die Räume, in denen die Gräfin gewohnt hatte und spüren selbst nach 400 Jahren dort noch ihre Anwesenheit. Sie spüren zudem, dass die Gräfin sie haben will.
Die Gräfin des Blutes
Gregory führt die Personen durch die Gemächer der Gräfin.
Geistermädchen
In der Nacht erscheint der Geist eines verstorbenen Mädchens, jedoch bekommt nur Henriette die Erscheinung mit, da die anderen alle schlafen. Das Mädchen erzählt, wie die Gräfin hunderte Mädchen auf grausamste Weise umbrachte. Henriette ist entsetzt und meint, dass das Leben doch nicht so grausam sein kann.
Unheimlich
Henriette geht bei Nacht durch die Gänge des Schlosses und betrachtet ein Porträt der Gräfin, das sie als äußerst kalt empfindet. Sie fragt sich, ob die Augen der Gräfin je voll Güte waren und ob all das, was man über sie in Legenden berichtete, der Wahrheit entspreche.
Blutmond
Erneut erscheint ein Geistermädchen und will, dass Henriette das Blut trinkt, um ihr ins Geisterreich zu folgen.
Alraunenblut
Henriette erwacht in einer Gruft und hört die Stimme einer Bluthündin, die zu ihr spricht.

#### Viertes Bild
„Ich wär so gern…“
Henriette erwacht und befindet sich noch immer im Schloss, doch trägt sie jetzt seltsame Kleider, die vor 400 Jahren modern waren. Am Fenster sieht sie die Gräfin sitzen, die nicht wach zu sein scheint, und betrachtet die alte Frau, die sie in gewisser Weise fasziniert. Sie wünscht sich wie sie zu sein. Dann erwacht die Gräfin und spricht zu ihr.
Hure der Finsternis
Henriette schleicht sich heimlich zu der eingemauerten Gräfin. Diese bemerkt, dass das Mädchen sich für sie interessiert und will wissen, was Henriette alles über sie gehört hat. Dabei betont sie, dass man ihr schon in jungen Jahren alles genommen habe und sie nicht als Bestie zur Welt gekommen sei, sondern als Mensch.

#### Fünftes Bild
Der Singvogel
Die siebenjährige Elisabeth spielt mit einem Vogel auf einem Fenstervorsprung. Als sie mehrmals von der Amme gerufen wird, gerät sie in Wut.
Koste das Blut!
Die Gräfin und Henriette betrachten die Szene, in der sich die elfjährige Elisabeth zusammen mit ihrem baldigen Gatten Ferencz Freiherr Nádasdy, dem schwarzen Ritter, auf ihrem Hochzeitsfest befindet. Henriette fragt die Gräfin, ob sie noch mehr über ihren Mann erzählen könne, doch die Gräfin meint, dass sie ihn schon fast vergessen habe. Sie meint zudem, dass sie damals noch zu jung gewesen und vieles gegen ihren Willen geschehen sei.
Bluthochzeit
Das Stück schildert die Hochzeitsnacht zwischen Ferencz und Elisabeth, die sich in einem Bad abspielt. Anwesende Dienerinnen sollen das Mädchen verführen, doch Elisabeth erleidet einen epileptischen Anfall.
Jedem das Seine
Elisabeth erwacht in ihrem „Garten des Todes“, wo sie all ihre Mädchen gequält und umgebracht hat. Ihr Neffe Grigory und eine Meute Bauern kommen in das Schloss, um die Gräfin bei lebendigem Leib einzumauern. Zuerst fleht diese um Gnade, findet sich dann am Ende doch damit ab und verlacht alle, da sie von den Toten wieder auferstehen wird.

### Zweiter Akt: Der Garten des Todes
1. Lustgarten (Vorspiel) – 2:12
2. Ficzko – 4:34
3. In den Katakomben – 1:21
4. Die Grube und das Pendel – 4:19
5. Domine – 0:31
6. Die Zeit steht still – 5:54
7. Hexenreich – 3:54
8. Blitz und Donner – 4:08
9. Zauberspiegel – 1:14
10. Blutopfer – 4:57
11. Flieg nun davon! – 1:57
12. Die Gruft – 4:29
13. Die Saat des Bösen – 5:54

#### Sechstes Bild
Lustgarten (Vorspiel)
Wie schon zu Beginn des ersten Akts fängt auch der zweite mit einem rein musikalisch gehaltenen Intro an.
Ficzko
Ficzko, ein Diener der Gräfin, schleppt ein Mädchen in den Keller. Er fragt das Mädchen, ob es bereit sei, sein Schicksal zu ertragen, und betont noch einmal, dass die Gräfin so kalt ist.
In den Katakomben
Ein Mädchen, das eine verblüffende Ähnlichkeit mit Henriette aufweist, erwacht in einem Verlies im Keller und vernimmt laute Schreie.
Die Grube und das Pendel
Das Mädchen ist verzweifelt und stellt sich immer wieder die Frage, wieso sie all das erleiden muss. Das Kratzen an den Wänden, das von der Gräfin stammt, macht sie langsam verrückt.
Domine!
Die Gräfin vergnügt sich in ihrem unterirdischen Lustgarten.
Die Zeit steht still
Die Gräfin befindet sich in ihrem Lustgarten und genießt es so, dass sie sogar ihr Leben gäbe, um für immer hier zu sein.
Hexenreich
Ficzo, der sich in eines der gefangenen Mädchen verliebt hat, gelingt mit diesem die Flucht. Die Gräfin schickt ihre Bluthunde hinter den beiden her, die die Fliehenden im Wald stellen und töten sollen.
Blitz und Donner
Nach einem Blutbad liegt die Gräfin morgens im Bett in Anwesenheit eines halbtoten Mädchens. Sie öffnet diesem die Augen und sieht sich dort gespiegelt.

#### Siebtes Bild
Der Zauberspiegel
Für das anstehende Fest wird die schwache Gräfin von Henriette, die nun ihre Dienerin ist, liebevoll gekämmt.
Blutopfer
In Anwesenheit aller jungen Leute, die bei der Realityshow teilgenommen haben sowie den Geistermädchen, betritt die Gräfin den Saal zusammen mit Henriette. Mit jedem stattfindenden Tanz gewinnt sie wieder an Kraft zurück. Als letzten Tanzpartner wählt sie sich Gregory, der daraufhin stirbt.
Flieg nun davon
Henriette und die Geistermädchen betrauern den eben verstorbenen Gregory.
Die Gruft
Die Gräfin stillt ihren Durst auch noch an Henriette und erzählt, dass sie ihre Gruft eigentlich nie verlassen wollte, bis zu dem Moment, als sie Henriette traf, die sie an ihre damalige geliebte Dienerin erinnerte. Diese Erkenntnis, dass ihr so lange etwas gefehlt hatte, brachte sie wieder dazu, ihre Gruft zu verlassen. Henriette stirbt schließlich in den Armen der Gräfin.
Die Saat des Todes
Sämtliche Mädchen, die die Gräfin im Laufe der Jahre umgebracht hatte, erscheinen und greifen diese an. Die Gräfin, die spürt, dass sie nun sterben wird, und sagt, dass sie gerne zur Hölle fahre, da man nur dort für sie Verständnis aufbringen werde. Am Ende bittet sie schließlich den Tod herbei.

## Musikalische Aspekte
Die Lieder werden zum Großteil von Greta Csatlós gesungen, die je nach Stimmungslage der dargestellten Figur ihren Gesang verändert. David A. Line ist nur bei den Titeln zu hören, bei denen in der Handlung eine männliche Person auftritt. Neben dem Einsatz von orchestraler Musik finden sich bei Liedern wie Koste das Blut!, Fiezko, Die Grube und das Pendel sowie Die Saat des Bösen auch Rock-Elemente. Diverse Soloeinlagen mit dem Klavier, lassen manche Teile des Stückes – gepaart mit dem Text – jedoch teilweise wie Kinderlieder erscheinen.

## Sonstiges
Im Booklet steht bei dem Lied Koste das Blut!, dass Elisabeth bereits mit elf Jahren geheiratet habe. Die Hochzeit fand jedoch am 9. Mai 1575 statt und Elisabeth war zu diesem Zeitpunkt bereits 15 Jahre alt.